# 卢西亚拉
卢西亚拉是巴西马托格罗索州的一个市镇。总面积4145.262平方公里，总人口2419人，人口密度0.6人/平方公里。